# Castello di Bagnolet
Il Castello di Bagnolet era una residenza signorile situata sul territorio del comune di Charonne (incorporato in quello di Parigi nel 1859) e di Bagnolet, nella regione dell'Île-de-France, in Francia.

## Storia

### Le origini
Verso il 1600, a Bagnolet era presente solo un hotel signorile, costruito a suo tempo da Étienne Regnault nella parte basse del fossé di Bagnolet. Nel 1636, questo passò di proprietà ad Anne de Montafié, contessa di Soissons. Nel 1639, questa residenza era già "una residenza superba che era stata di proprietà del cardinale Jacques Davy du Perron [dal 1611 al 1625], poi venduta ai Briyois [dal 1625 al 1636] che la ingrandirono notevolmente e la abbellirono con nuove ali, tetti coperti d'ardesia, gallerie, sale, boschi, fontane, giardini dei più magnifici e parterres ricchi».
Alla morte di Anne de Montafié, nel 1644, sua figlia, Maria di Borbone-Soissons (1606-1692), principessa di Carignano, ottenne la proprietà. Fu allora che passò a Marie d'Orléans-Longueville e probabilmente al poeta Jean Loret, che così scrisse in una lettera in poesia inviata al maresciallo de Longueville verso il 1650:
Là, votre tante maternelle 
Traita Monsieur d'Anjou chez elle,
C'est-à-dire dans Bagnolet. 
…
Et maintenant qu'il est juillet,
Vous résidez à Bagnolet…

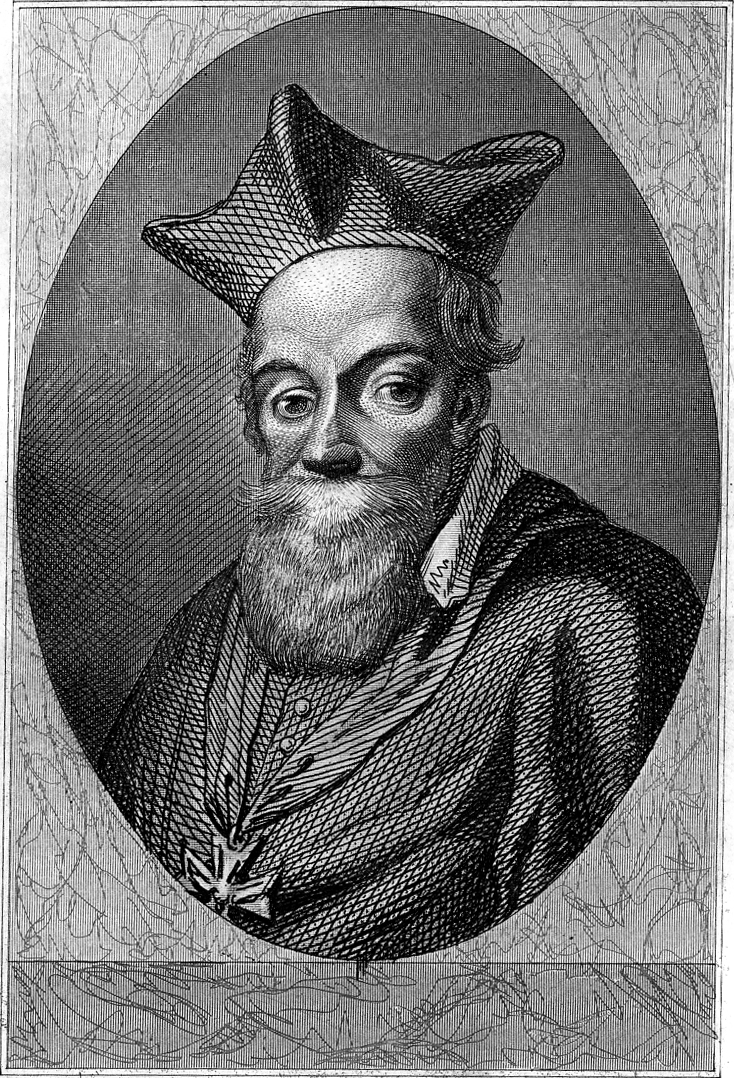
Jacques Dupeyron.
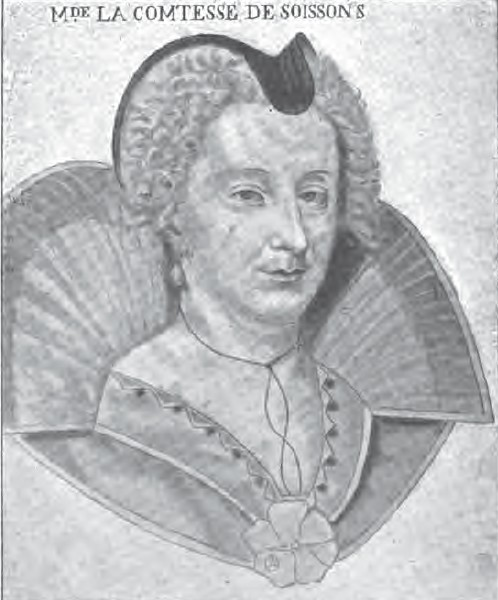
La contessa di Soissons.
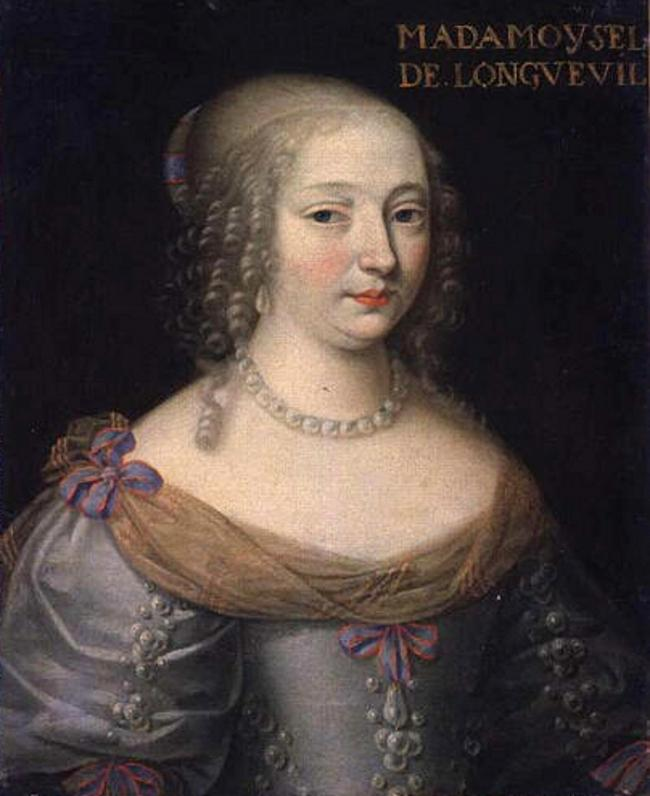
Mademoiselle de Longueville.
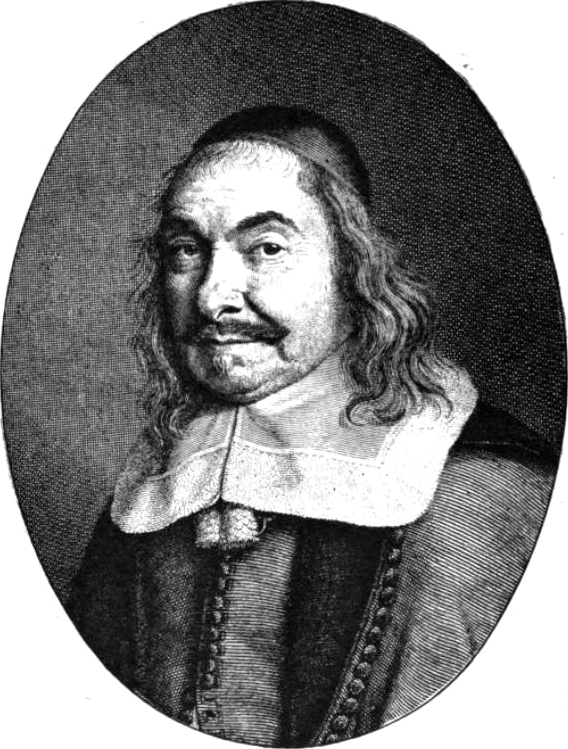
Jean Loret, poeta.
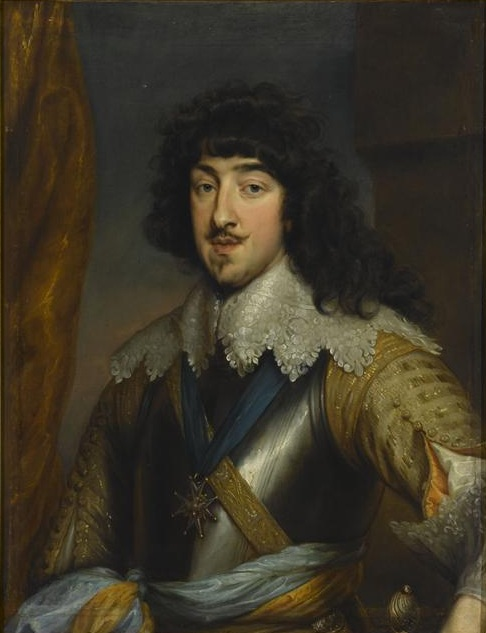
Monsieur d'Anjou.

### Il dominio del castello
Alla morte della principessa di Carignano, il dominio venne acquisito da François Le Juge nel 1700. Egli ingrandì ulteriormente la proprietà e "pose la prima pietra di un grande padiglione, a destra, in fondo al giardino". La residenza divenne così nota come il "castello di Bagnolet".
Nel 1711, la proprietà passò a Louis Chevalier, segretario del re. Alla sua morte, la sua vedova vendette la terra e la signoria venne annessa ai beni della casata d'Orléans.
Nel 1719 la duchessa d'Orléans (1677-1749) acquisì Bagnolet. Ella aveva sposato il duca d'Orléans, allora Reggente di Francia data la minore età di Luigi XV. Fece del castello la sua residenza favorita.

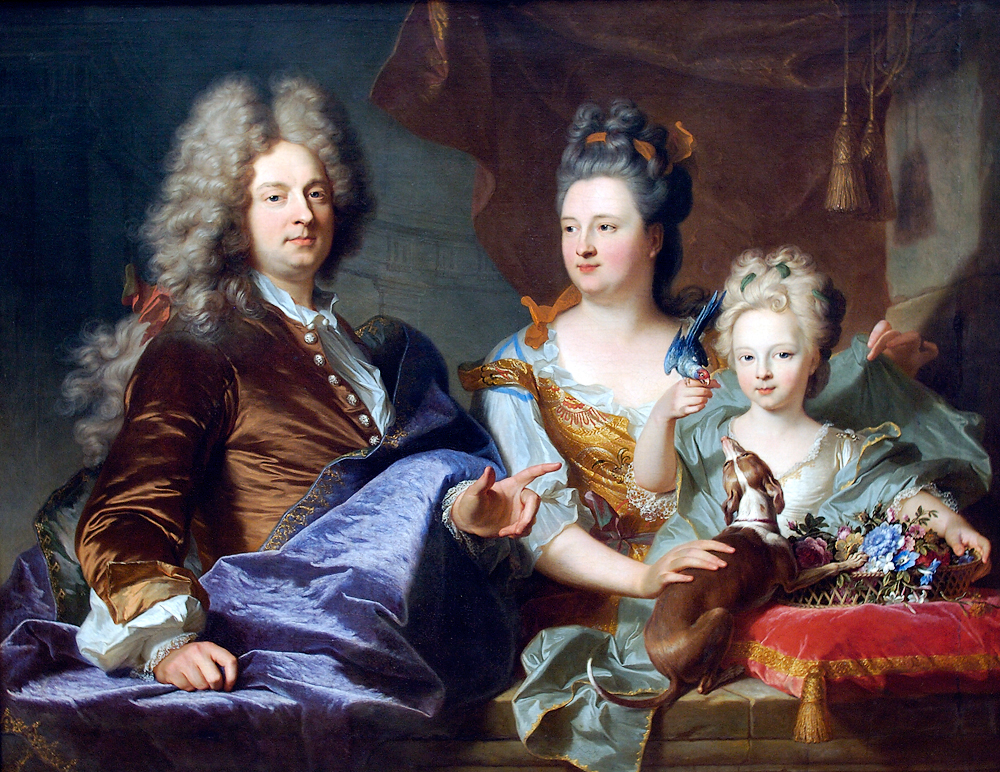
Jean e François Le Juge.
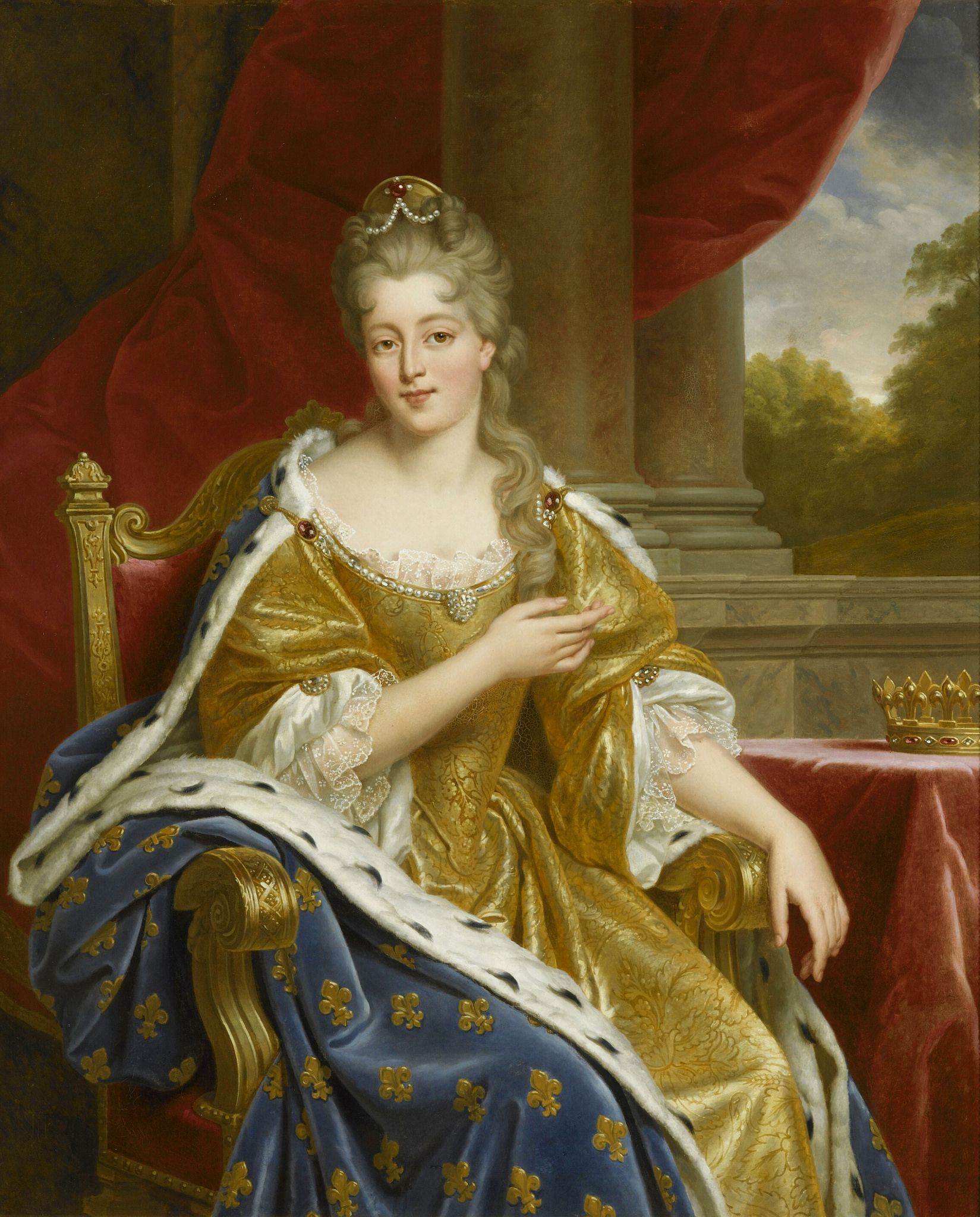
La duchessa d'Orléans.
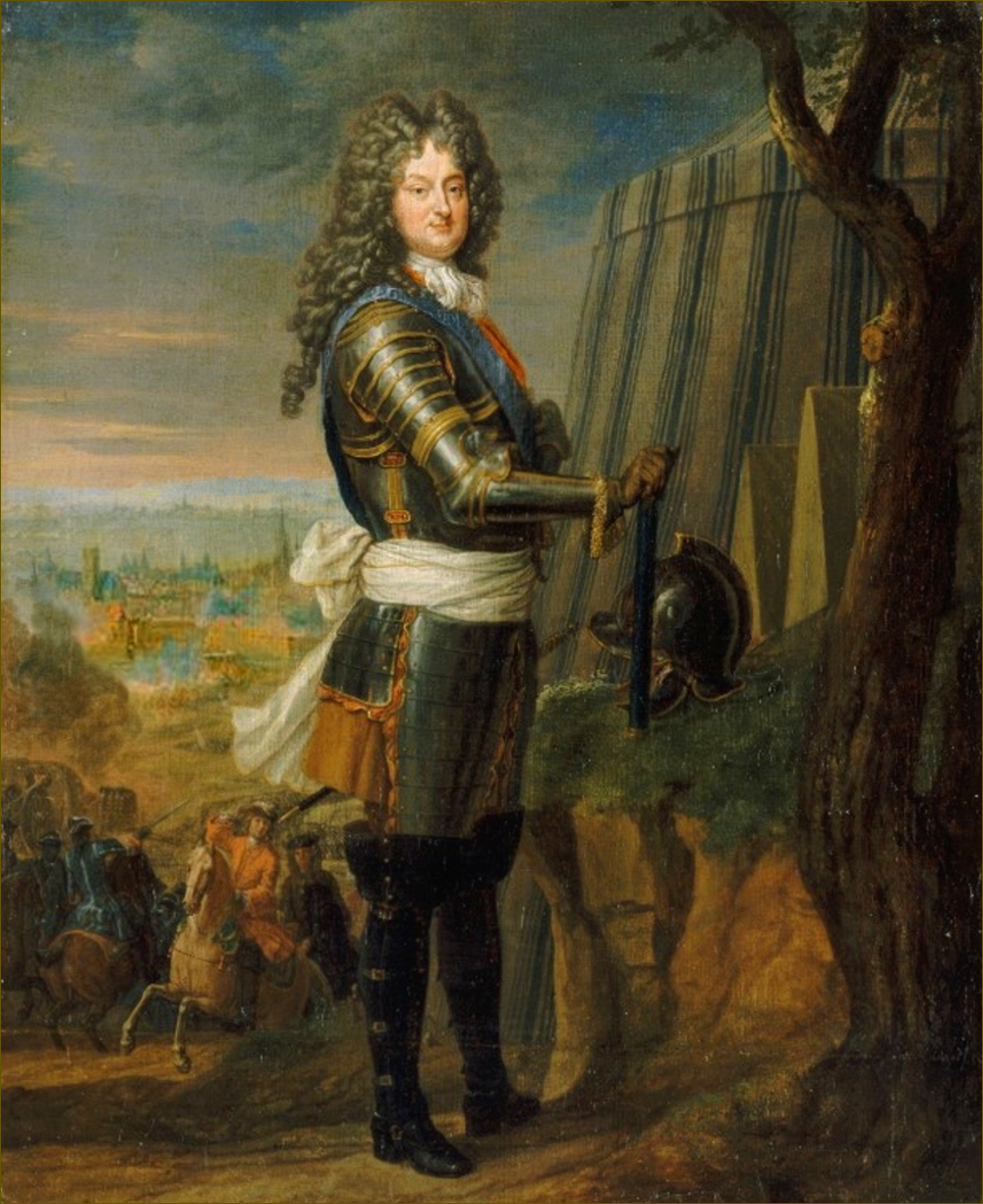
Filippo d'Orléans, il Reggente.

#### Il castello

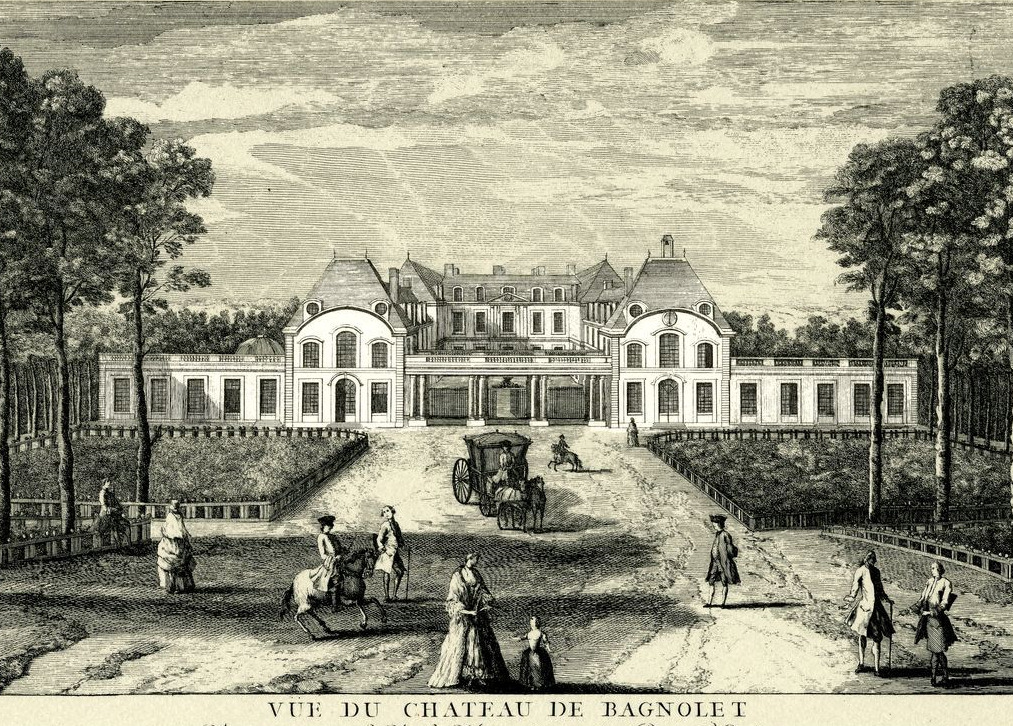
Entrata al castello vista da Bagnolet.

La duchessa andò ad ingrandire ed abbellire gli edifici della sua residenza: "il castello venne dotato di un peristilio a colonne in facciata, sulle due ali, a destra ed a sinistra, di una grande sala, di un'anticamera, di una sala da pranzo ovale e di altri ambienti compresa una cappella". Una descrizione più dettagliata degli ambienti del castello verrà fatta da Sezaillier in una sua visita al complesso nel 1750. Nel castello, il duca d'Orléans fece predisporre anche un teatro che entrò ufficialmente in funzione nel 1761.

#### I giardini

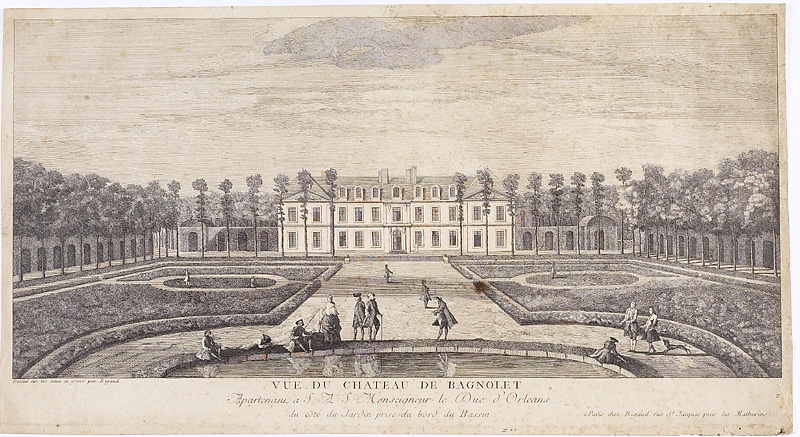
Il castello, vista dai giardini (1730).

Il parco del castello venne ridisegnato da Claude Desgots, nipote di André Le Nôtre. "Il giardino è composto di un grande parterre attorniato da castagni e terminato con un bacino d'acqua [...]. Più lontano si trova un bosco con ruscelli, cascate, un labirinto ed una terrazza con vista su Vincennes. In fondo al parco, sulla destra, si trova un elegante belvedere: l'Ermitage ».
Per le grandi quantità necessarie per alimentare i giochi d'acqua del castello vennero sfruttati i ruscelli locali e le fonti d'acqua naturale. La risorsa principale che venne sfruttata è però una cisterna realizzata a suo tempo da Étienne Regaud, verso rue de Bagnolet, a 600 metri dal castello, verso la croix de l'Épinette. Questa riserva era ancora attiva nel 1812. L'acqua giungeva poi al castello tramite un sistema di canali interrati. Un'altra fonte d'acqua era una riserva posta verso Charonne e gli stagni di Villiers.

#### Il castello sino ad oggi
Alla morte della duchessa nel 1749, la proprietà passò a suo figlio, Luigi, che la lasciò in eredità nel 1752 a suo figlio, Luigi Filippo. Quest'ultimo vendette il dominio nel 1769 di modo da acquisire il Castello di Raincy. La vendita del castello fu di 242.000 livres a fronte di un prezzo di acquisto di 90.000 livres.
Le castello cadde progressivamente in rovina a partire dal 1771.

## Il padiglione dell'Ermitage

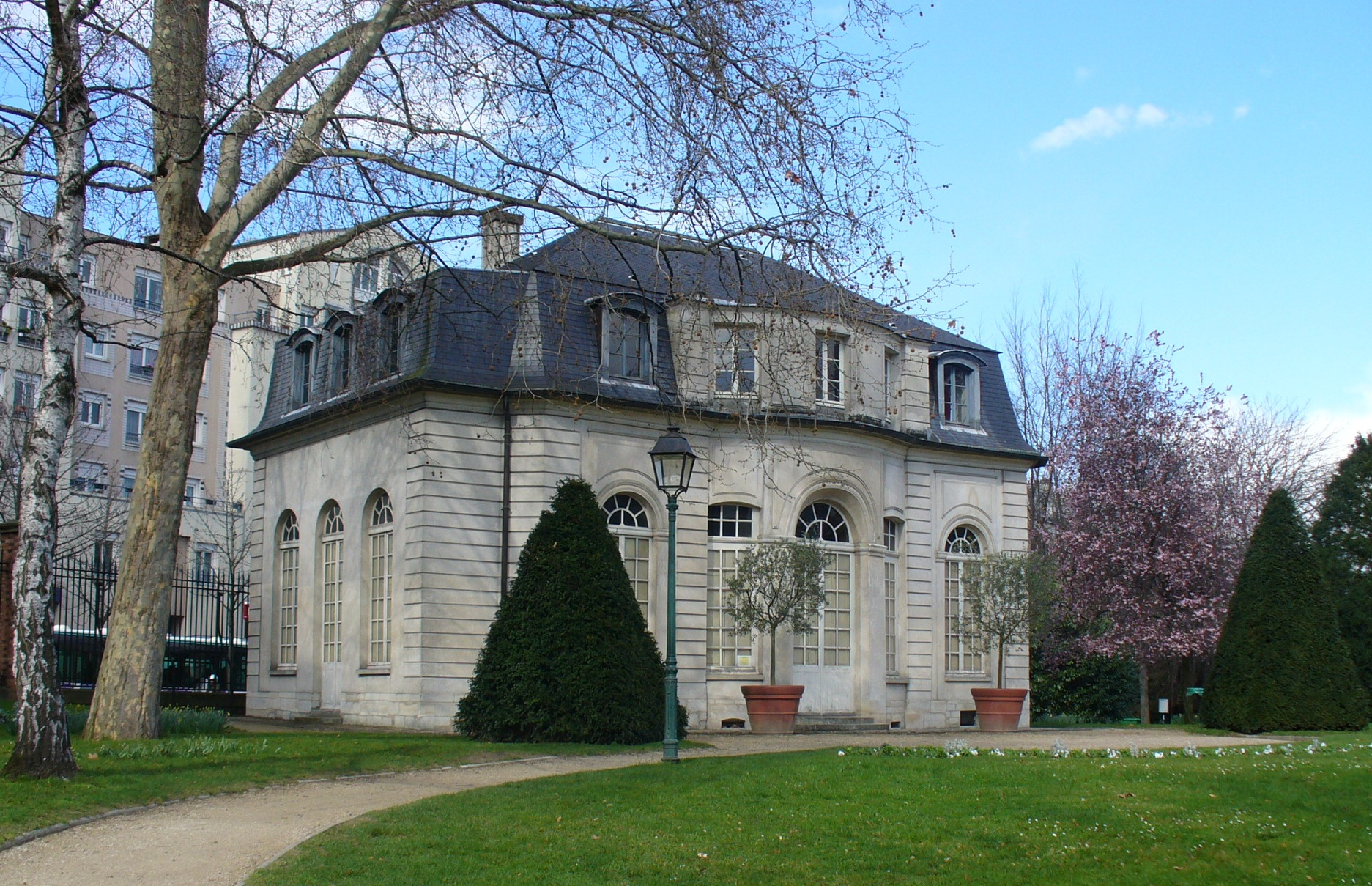
Il padiglione dell'Ermitage.

Il padiglione dell'Ermitage è il solo edificio che sussiste ad oggi del castello di Bagnolet, e l'ultimo capriccio parigino di stile Régence.
Esso si trova al n. 148 di rue de Bagnolet a Parigi, all'angolo con rue des Balkans, che delimitava il parco del castello. Il terreno venne acquistato il 12 marzo 1719, il padiglione venne costruito verso il 1720 per al duchessa d'Orléans da un architetto di nome Serin, quasi sconosciuto; in origine dovevano esserci tre padiglioni, di cui l'Ermitage è l'ultimo ancora esistente.
In origine, la struttura era completata da una balaustra all'italiana, mentre le due finestre laterali e l'avancorpo sono stati aggiunti successivamente. Venne dipinto al suo interno da affreschi di Jean Valade che rappresentano le Tentazioni di Sant'Antonio. Nel 1761, il posto venne fatto ridecorare da Luigi Filippo, figlio minore della duchessa d'Orléans, in stile alla greca (ancora visibili nel salone). Ai nostri giorni sussistono delle pitture che rappresentano degli eremiti famosi (tra i quali san Venerio e santa Azelle).
La partizione del dominio nel 1769, l'Hermitage, aveva un terreno di 11 600 m². Esso appartenne al barone di Batz, che se ne servì come "petite maison", a partire dal 1792, come luogo di riunione politica per coloro che progettavano la liberazione di Luigi XVI. Fu qui che venne arrestata la sua amante che venne poi ghigliottinata.
Dal 1820, il padiglione passò in proprietà a François Pomerel, le cui iniziali vennero impresse in facciata. Nel 1887, suo figlio lo vendette all'Assistance publique. Nel giro di breve tempo qui venne istituito un ospizio per anziani che porta il nome di "Alquier-Debrousse" ed ancora oggi esiste. Il padiglione dal 1972 appartiene definitivamente a questa casa di riposo anche dopo il passaggio del comune nell'agglomerato urbano di Parigi e dopo aver subito un restauro nel 1987. Nel 2005 esso è stato aperto al pubblico grazie all'azione dell'associazione Amici dell'Ermitage che accoglie i visitatori il giovedì e la domenica.